# Evair Aparecido Paulino
Evair Aparecido Paulino, más conocido como Evair (Ouro Fino, Brasil, 21 de febrero de 1965), es un exfutbolista brasileño que se desempeñaba como delantero.
En su época como jugador del S. E. Palmeiras, Evair anotó 126 goles en 245 apariciones.

## Trayectoria

### Clubes
| Club                 | País   | Año         |
| -------------------- | ------ | ----------- |
| Guarani              | Brasil | 1985 - 1988 |
| Atalanta BC          | Italia | 1988 - 1991 |
| Palmeiras            | Brasil | 1991 - 1994 |
| Yokohama Flügels     | Japón  | 1995 - 1996 |
| Atlético Mineiro     | Brasil | 1997        |
| Vasco da Gama        | Brasil | 1997        |
| Portuguesa Desportos | Brasil | 1998        |
| Palmeiras            | Brasil | 1999        |
| São Paulo            | Brasil | 2000        |
| Goiás                | Brasil | 2000        |
| Coritiba             | Brasil | 2001 - 2002 |
| Goiás                | Brasil | 2002        |
| Figueirense          | Brasil | 2003        |

## Selección nacional
Evair jugó 11 veces y marcó 5 goles para la selección de fútbol de Brasil entre 1989 y 1993.

### Estadística de equipo nacional
| Selección de fútbol de Brasil | Selección de fútbol de Brasil | Selección de fútbol de Brasil |
| Año                           | Part.                         | Goles                         |
| ----------------------------- | ----------------------------- | ----------------------------- |
| 1989                          | 1                             | 0                             |
| 1991                          | 1                             | 3                             |
| 1992                          | 2                             | 0                             |
| 1993                          | 7                             | 2                             |
| Total                         | 11                            | 5                             |

## Palmarés

### Campeonatos regionales
| Título               | Club            | País      | Año  |
| -------------------- | --------------- | --------- | ---- |
| Torneo Río-São Paulo | S. E. Palmeiras | Brasil    | 1993 |
| Campeonato Paulista  | S. E. Palmeiras | San Pablo | 1993 |
| Campeonato Paulista  | S. E. Palmeiras | San Pablo | 1994 |
| Campeonato Paulista  | São Paulo       | San Pablo | 2000 |

### Campeonatos nacionales
| Título               | Club            | País   | Año  |
| -------------------- | --------------- | ------ | ---- |
| Campeonato Brasileño | S. E. Palmeiras | Brasil | 1993 |
| Campeonato Brasileño | S. E. Palmeiras | Brasil | 1994 |
| Campeonato Brasileño | Vasco da Gama   | Brasil | 1997 |

### Copas internacionales
| Título                                 | Equipo              | País           | Año  |
| -------------------------------------- | ------------------- | -------------- | ---- |
| Torneo Preolímpico Sudamericano Sub-23 | Selección de Brasil | Bolivia        | 1987 |
| Juegos Panamericanos                   | Selección de Brasil | Estados Unidos | 1987 |
| Supercopa de la AFC                    | Yokohama Flügels    | Japón          | 1995 |
| Copa Libertadores de América           | S. E. Palmeiras     | Brasil         | 1999 |

#### Distinciones individuales
| Distinción                                             | Año  |
| ------------------------------------------------------ | ---- |
| Máximo goleador del Campeonato Paulista (19 goles)     | 1988 |
| Máximo goleador del Campeonato Paulista (23 goles)     | 1994 |
| Jugador brasileño que más goles marcó en la (53 goles) | 1994 |